# Vlodavetsite
La vlodavetsite è un minerale.